# László Raffinsky
László Raffinsky, noto anche come Ladislau Raffinsky (Miskolc, 23 aprile 1905 – Cluj-Napoca, 31 luglio 1981), è stato un calciatore e allenatore di calcio rumeno, di ruolo centrocampista.

## Carriera
Detiene il record per il maggior numero di reti segnate in una partita del campionato rumeno, 10, in Juventus Bucarest-Dacia Unirea. Ha partecipato con la nazionale rumena ai campionati mondiali di calcio del 1930 in Uruguay Braila della stagione 1929-1930

## Palmarès

### Giocatore

#### Competizioni nazionali
- Campionato rumeno: 1

Ripensia Timisoara: 1932-1933
- Coppa di Romania: 6

Ripensia Timisoara: 1933-1934
Rapid Bucarest: 1936-1937, 1937-1938, 1938-1939, 1939-1940, 1940-1941